# 平竹
平竹（学名：Qiongzhuea communis）是禾本科筇竹属的植物，为中国的特有植物。分布于中国大陆的湖北、贵州、四川等地，生长于海拔1,600米至2,000米的地区，常生长在山坡林中，目前尚未由人工引种栽培。

## 异名
- Chimonobambusa communis (Hsueh et Yi) T. H. Wen et D. Ohrnberger